# Laëtitia Eïdo
Laëtitia Eïdo (25 ottobre 1985) è un'attrice francese.

## Filmografia parziale

### Cinema
- ʿAravim roqdim, regia di Eran Riklis (2014)
- Holy Air, regia di Shady Srour (2017)
- Tutti pazzi a Tel Aviv (Tel Aviv on Fire), regia di Sameh Zoabi (2018)
- Beautiful Minds (Presque), regia di Bernard Campan e Alexandre Jollien (2021)
- Un'ombra sulla verità (L'homme de la cave), regia di Philippe Le Guay (2021)
- L'accusa (Les choses humaines), regia di Yvan Attal (2021)
- Un uomo felice (Un homme heureux), regia di Tristan Séguéla (2023)
- Chief of Station - Verità a tutti i costi (Chief of Station), regia di Jesse V. Johnson (2024)

### Televisione
- Hero Corp – serie TV, 6 episodi (2010)
- Strike back – serie TV, 1 episodio (2012)
- Yes I Do – miniserie TV, 10 episodi (2017)
- Fauda – serie TV, 24 episodi (2015-2018)
- Prise au piège – serie TV, 3 episodi (2019)
- L'absente – miniserie TV, 8 episodi (2021)
- La foresta degli scomparsi (La Forêt des disparus) – miniserie TV, 4 episodi (2022)
- Liaison – serie TV, 6 episodi (2023)
- Citadel – serie TV, episodi 1x05-2x06 (2023)